# Červený Kámen
Červený Kámen är ett berg i Tjeckien.   Det ligger i regionen Mähren-Schlesien, i den östra delen av landet, 270 km öster om huvudstaden Prag. Toppen på Červený Kámen är 672 meter över havet.
Terrängen runt Červený Kámen är kuperad åt sydost, men åt nordväst är den platt.Runt Červený Kámen är det ganska tätbefolkat, med 111 invånare per kvadratkilometer. Närmaste större samhälle är Kopřivnice, 2,8 km norr om Červený Kámen. Omgivningarna runt Červený Kámen är en mosaik av jordbruksmark och naturlig växtlighet.